# ВАЗ 2104
„ВАЗ 2104 (LADA 2104)“ е съветски и руски лек автомобил със задно предаване и каросерия тип комби. Разработва се във Волжкия автомобилен завод, като се произвежда и в други градове от 1984 г. до 2012 г.

## История
Серийното производство на автомобилите ВАЗ 2104  започва през втората половина на 1984 година, застъпващо се с производството на автомобилите ВАЗ 2102, чието производство е напълно прекратено през април 1985 година. При създаването му конструкторите и дизайнерите са се ръководили от една много важна за времето си характеристика: разходите за производството на автомобила да са минимални и да е с максимална ефективност за потребителя. Поради тази причина за основа е взет моделът ВАЗ 2105. След това решават да издължат тавана назад, за да могат да достигнат до конструкцията на купе тип комби, но установяват, че заради неправилно разпределение на тежестта се появяват кривини. Поради тази причина не се препоръчва автомобилът да бъде пренатоварван, защото неговата изчислена твърдост е значително по-ниска от тази на седана. На новия модел се появява задна врата, отваряща се нагоре, освен това са добавени новости, като подгряване на задното стъкло и чистачка, като до 1994 г. са били произвеждани така само за износ.
По-късно се появява и модификацията на автомобила ВАЗ-21043-20, която е с 5-степенна скоростна кутия, електрооборудвана и с предните седалки на ВАЗ 2107, погрешно наричана ВАЗ 21047, който индекс всъщност означава версията, която е за страни с ляво пътно движение и 1,45 l мотор.

### Салон
Всички елементи от интериора на ВАЗ 2104, с изключение на задните седалки, са заимствани от „петицата“. Сгъваемите задни седалки позволяват значително да се увеличи размерът на багажника. Що се отнася до комфорта, базовият модел на автомобила предлага не толкова добро удобство, както за шофьора, така и за пътниците, но с годините интериорът се променя, става по-удобно, таблото се променя, седалките са с подобрена тапицерия и може да се похвали с много по-качествено оформление на салона, също така и с много повече функции от началния вариант.